# شهرداری ولیکا پولانا
شهرداری ولیکا پولانا (به لاتین: Municipality of Velika Polana) یک منطقهٔ مسکونی در اسلوونی است که در اسلوونی واقع شده‌است. شهرداری ولیکا پولانا ۱۸٫۷ کیلومتر مربع مساحت و ۱٬۴۳۳ نفر جمعیت دارد.